# ぶらさがり健康法
ぶらさがり健康法（ぶらさがりけんこうほう）は、健康法の一種。日本体育大学教授塩谷宗雄らによって考案され、月刊誌『壮快 1976年4月号』（マイヘルス社）に掲載されたのが最初とされる。

## 方法
鉄棒や肋木などの体重を支えられる器具に1回につき1分程度を、仕事の内容に応じた頻度（事務系は1時間おき、重労働は30分おき）でぶらさがる。
実質的には重力の力のみで行った牽引療法である。牽引療法より負荷が軽いため、それを高頻度の回数でカバーしている。

## 効果
曲がった背骨が矯正され、肩こり、腰痛、内臓の疾患などに効果があるとされた。

## ぶらさがり健康器
1978年、ぶらさがり健康器こと「サンパワー」が日本直販などのテレビ通販を通じて爆発的なブームとなった。多いときには1日20万台以上売れたという。この器具の生みの親は塩谷宗雄とは関係がないいわゆる町の発明家で、ブーム時には一気に大金を手にした。ちなみにその発明家は元おきゃんぴー中野の父親である。しかし翌年にはブームは急速に沈静化、廉価版の類似商品も出回り、多大な不良在庫をかかえることになる。そしてその翌年には会社が倒産するという憂き目に会うことになる。